# Berzosa de Bureba
Berzosa de Bureba é um município da Espanha na província de Burgos, comunidade autónoma de Castela e Leão, de área 7,68 km² com população de 43 habitantes (2007) e densidade populacional de 5,6 hab./km².

## Demografia
| Variação demográfica do município entre 1991 e 2004 | Variação demográfica do município entre 1991 e 2004 | Variação demográfica do município entre 1991 e 2004 | Variação demográfica do município entre 1991 e 2004 |
| --------------------------------------------------- | --------------------------------------------------- | --------------------------------------------------- | --------------------------------------------------- |
| 1991                                                | 1996                                                | 2001                                                | 2004                                                |
| 55                                                  | 60                                                  | 48                                                  | 48                                                  |